# Allophorocera cinerea
Allophorocera cinerea là một loài ruồi trong họ Tachinidae.